# Ланге, Бальтазар
Бальтазар Конрад Ланге (норв. Balthazar Conrad Lange; 25 марта 1854 — 13 сентября 1937) — норвежский архитектор, яркий представитель эклектики. Наиболее известное его творение Отель Хольменколлен Парк, один из наиболее узнаваемых образцов архитектурного стиля драгестиль.

## Биография

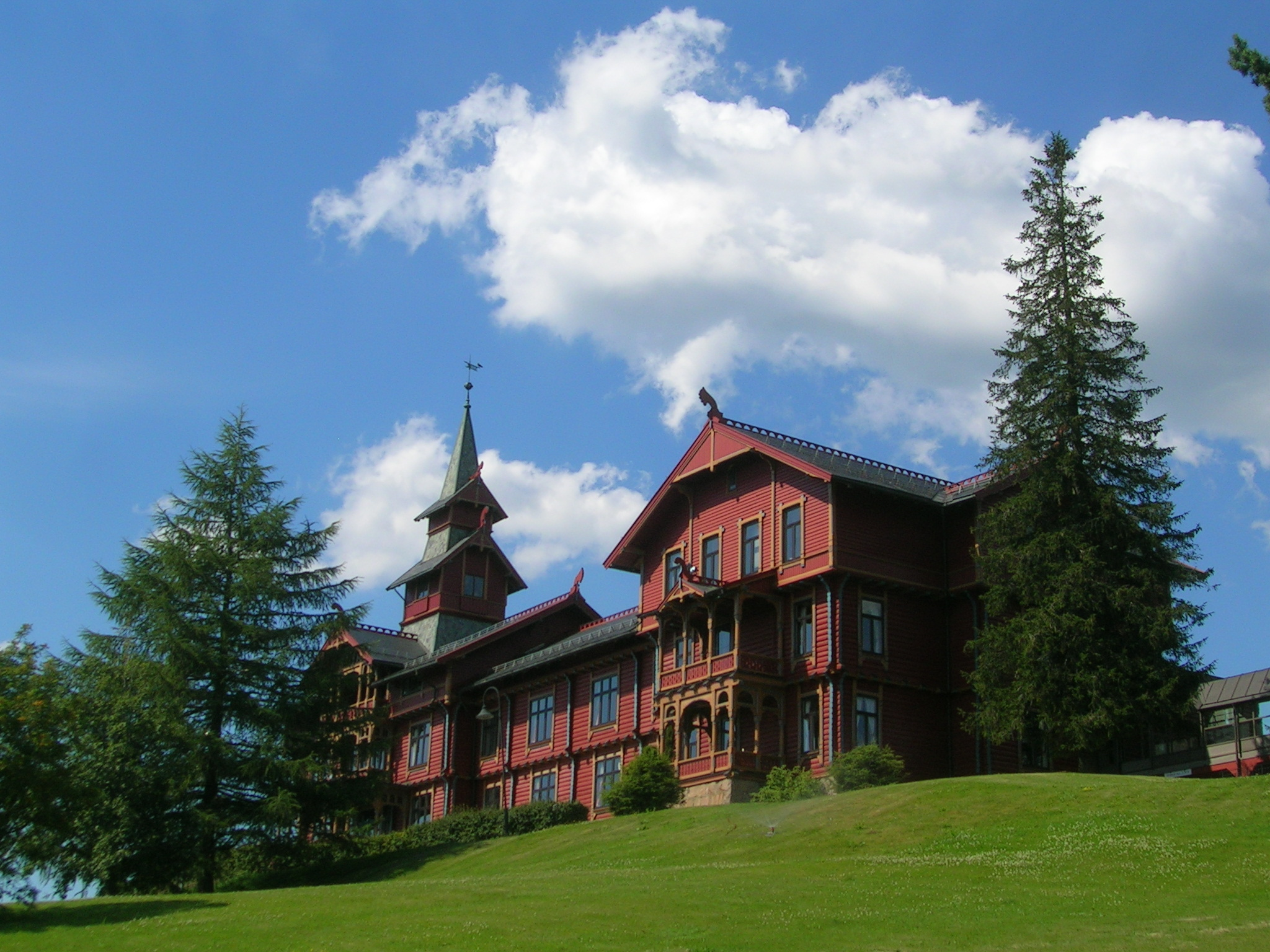
Отель Хольменколлен Парк, фото 2008 год.

Бальтазар Ланге родился в семье таможенного казначея Кристофера Андреаса Ланге и его супруги Анне Бригите урождённой Фальсен, дочери государственного деятеля Кристиана Магнуса Фальсена, одного из авторов Конституции Норвегии 1814 года.
Ланге прошёл стандартную систему становления архитектора в Норвегии того времени. Он окончил школу в 1869 году, после чего стал подмастерьем архитектора Нестора Томассена в Арендале. В 1870 году он стал подмастерьем архитектора Якоба Вильгельма Нордана в Христиании, одновременно с этим он поступил в Королевскую школу рисования (Tegneskolen), где проучился до 1873 года. После обучения в качестве подмастерья у местных архитекторов Ланге, как это было принято, отправился получать образование за рубежом. В 1875—1877 гг. он обучался в Политехническом институте (Polytechnische Institut) в Ганновере, пользовавшемся популярностью у норвежских студентов.
После возвращения в Христианию Бальтазар некоторое время работал ассистентом у архитектора Августа Тидеманда, затем был ассистентом архитектора Георга Андреаса Булля, брата композитора Уле Булля.
Карьере Бальтазара Ланге поспособствовало бурное развитие железнодорожной инфраструктуры. В 1878 году, будучи ещё относительно молодым специалистом, он был принят на должность ответственного архитектора (ansvarlig arkitekt) в проектное бюро норвежских железных дорог. Там он отвечал за постройку зданий железнодорожных станций в провинциях Эстфолле и Вестфолле и зданий вокзалов в Порсгрунне, Ларвике и Тронхейме. Большая часть этих зданий используется в наши дни. Наиболее примечательным из них является вокзал в Тронхейме, третьем по величине городе Норвегии. Здание было построено в 1881 году в стиле неоренессанса, и представляло собой двухэтажное здание с трехэтажной центральной частью из оштукатуренного кирпича.
В 1880 году разработанный Бальтазаром Ланге проект выиграл конкурс на строительство Церкви Ураниенборга в одноимённом историческом районе Осло. Здание построено в смелом неоготическом стиле, работы по возведению здания были окончены в 1886 году.
В 1894 году было построено наиболее известное творение Бальтазара Ланге — Отель Хольменколлен Парк,   яркий образец  деревянного архитектурного стиля драгестил. Здание возводилось под названием Хольменколлен Санаториум по инициативе доктора и отельера Ингибрита Хольма, как дополнение к Хольменколлен Туристхотел, но для людей с ослабленным здоровьем. Хольменколлен Туристхотел был построен, в 1889 году по проекту Хольма Мюнте и по инициативе Ингибрита Хольма. Но в 1895 году Туристхотел сгорел в результате пожара, после чего Санаториум функционально заменил Туристхотел. В 1996 году был возведён Хольменколлен Туристхотел II по чертежам архитектора Уле Свере, но он также был уничтожен огнём в 1914 году в результате попадания молнии.
Ещё одно примечательное здание по проекту Ланге — пожарная станция Сагене, в одноимённом районе Осло. Это старейшая из ныне действующих пожарных станций в Осло. Построена в 1913—1915 годах.
В 1892—1906 годах Бальтазар Ланге был вице-председателем Норвежского союза инженеров и архитекторов. В 1898 году Ланге заступил на должность главного архитектора (stadsarkitekt) Христиании, на которой проработал до 1920 года. Этот период в архитектуре города ознаменовался ростом муниципального строительства, особенно в школьном секторе. Большинство школ построены учениками Ланге, авторство некоторых проектов принадлежат самому Ланге.

## Галерея

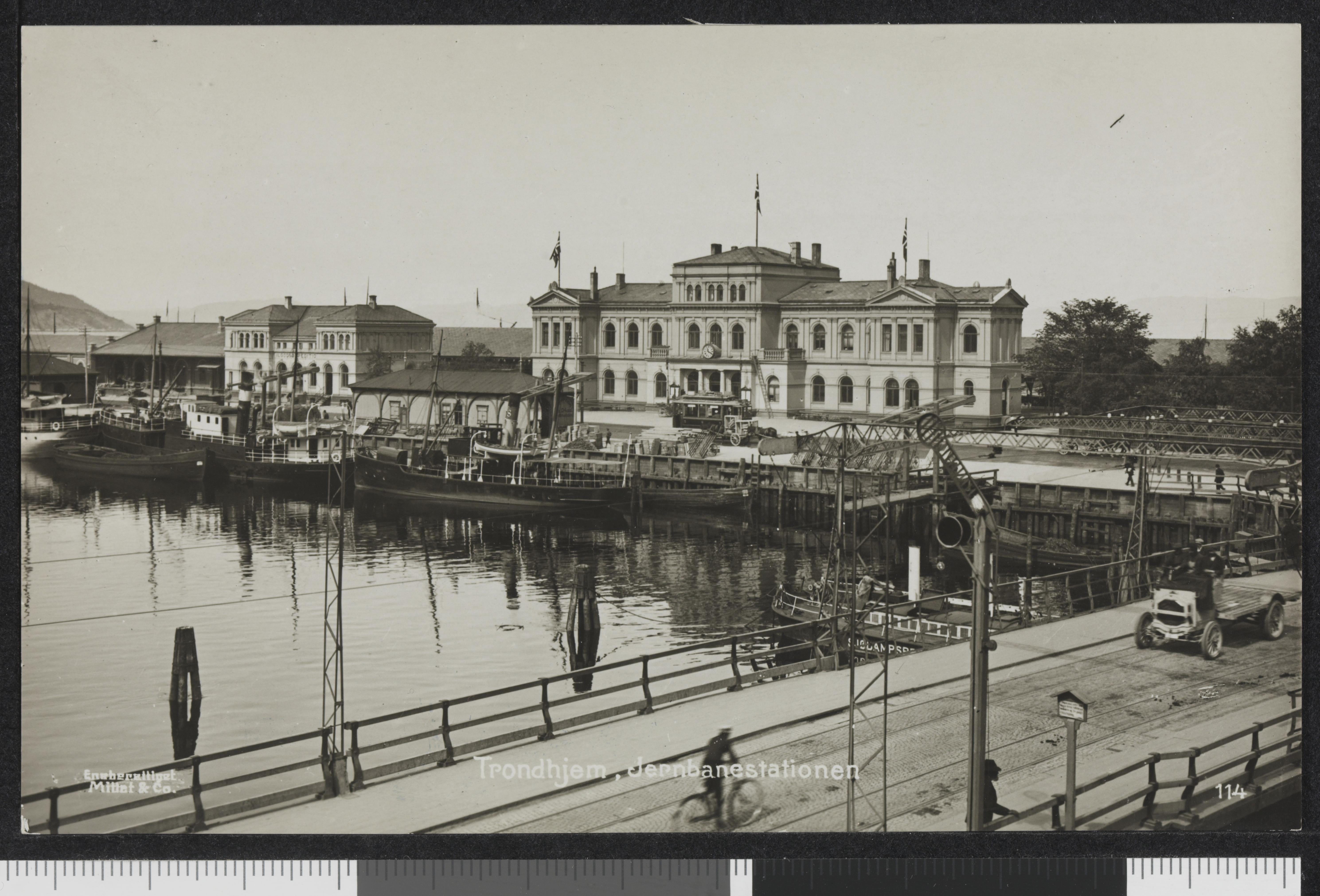
Вокзал Тронхейма, фото 1920—30 годы.
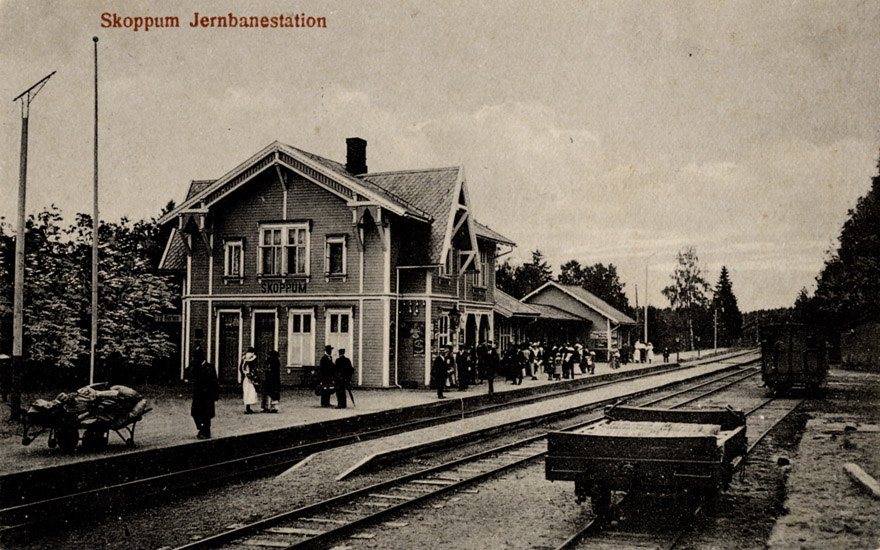
Железнодорожная станция Скоппум, фото 1890—е годы.
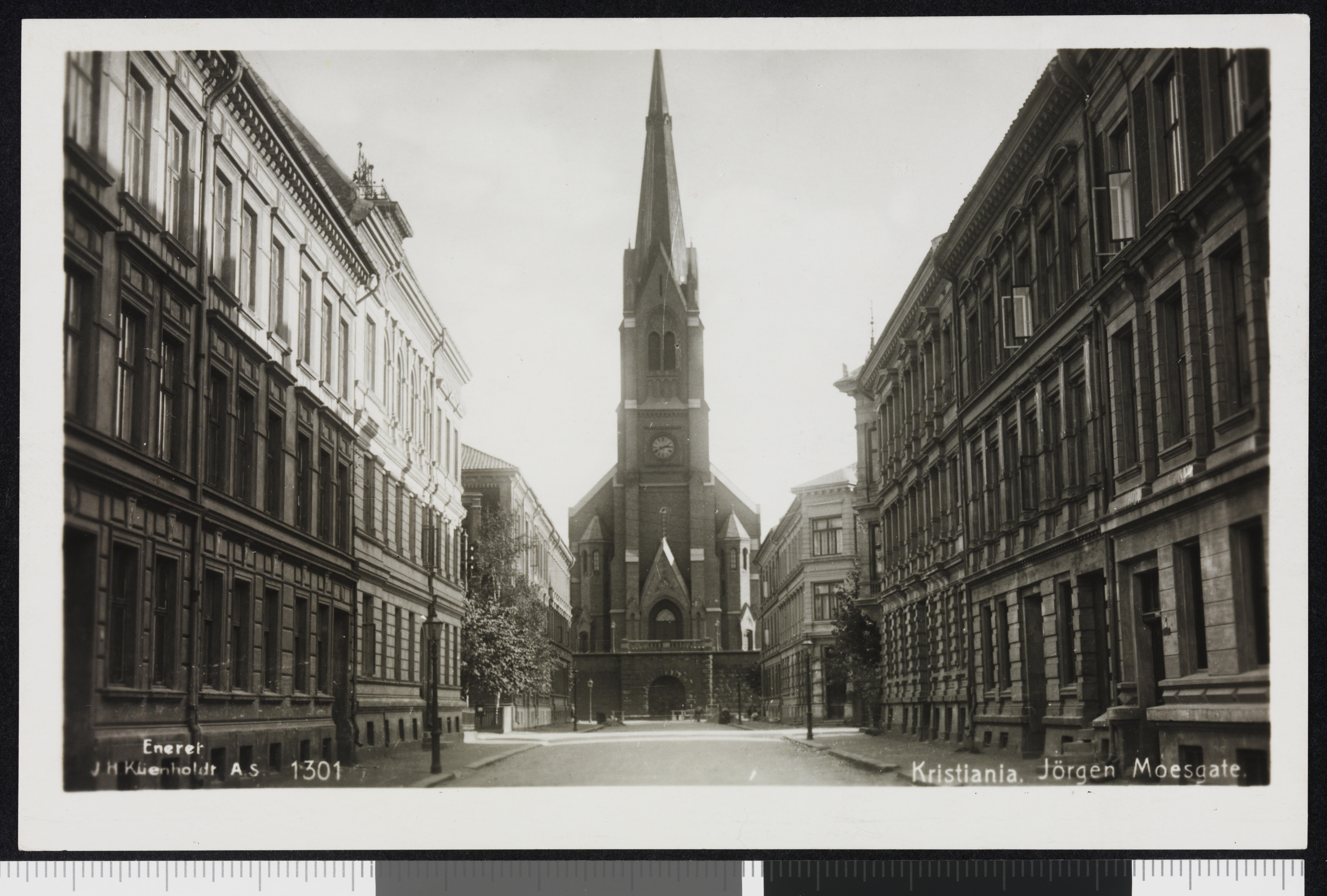
Церковь Ураниенборга, фото 1920—30 годы.
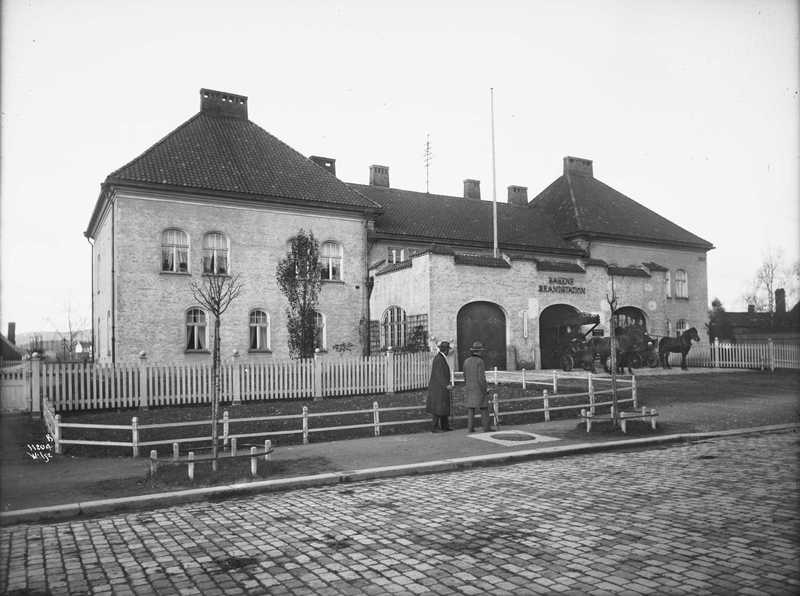
Пожарная станция Сагене, фото 1918 год.
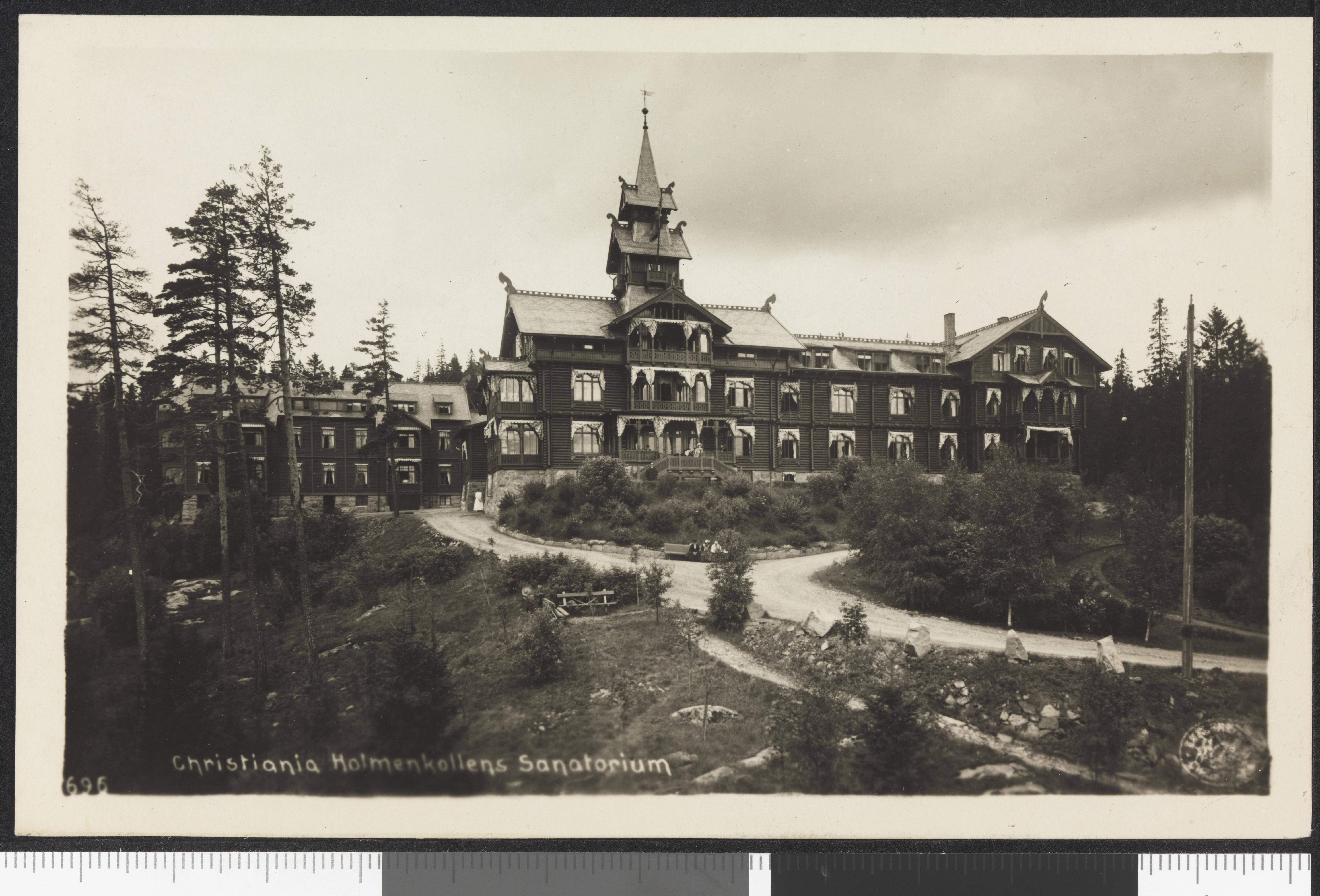
Хольменколлен Санаториум, фото 1880—90 годы.
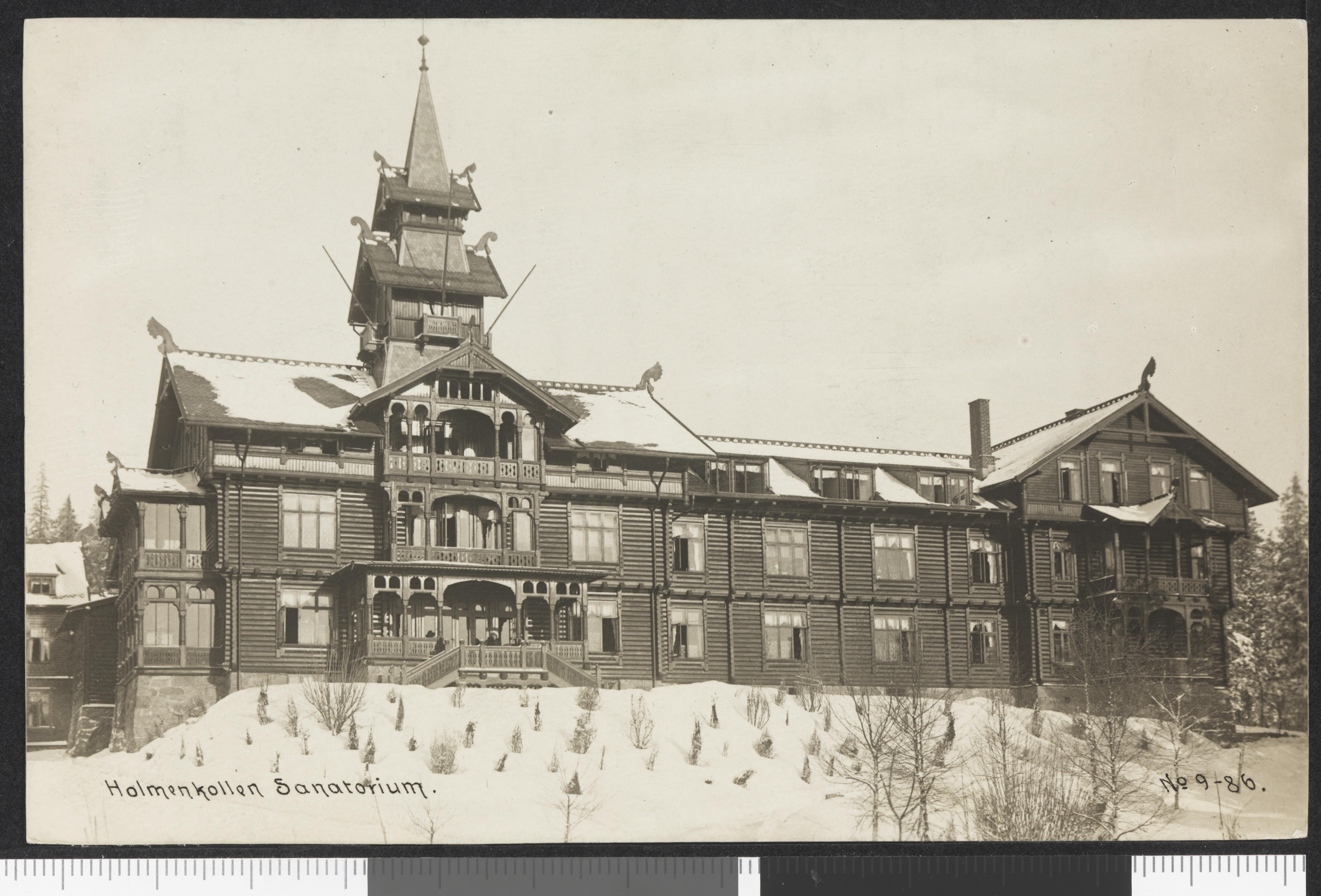
Хольменколлен Санаториум, фото 1880—90 годы.